# Station Bergentheim
Station Bergentheim is een voormalig spoorwegstation in Bergentheim aan de spoorlijn Zwolle - Stadskanaal, aangelegd door de NOLS. Het station werd geopend op 1 februari 1905 en gesloten op 1 juni 1975 gelijktijdig met de opening van Station Emmen Bargeres. 
Het stationsgebouw van het type halte werd gebouwd in 1903 en is gesloopt in 1993. In 1906 vond er een verbouwing aan het station plaats. Het gebouw werd hierbij verlengd en er kwam een goederengedeelte bij.
In 1944 raakte de houten goederenloods van het station zwaar beschadigd bij een bombardement. Midden jaren 50 werd de loods vervangen door een nieuwe.